# Sebastien
Sebastien je česká symphonic/power metalová kapela, v jejíchž řadách působí hudebníci z Citronu a Kreysonu.

## Historie kapely
Prvním hudebním počinem bylo v roce 2008 česky zpívané tří-skladbové EP "Závidím". Roku 2010 vyšlo pod britským labelem Escape Music Ltd. debutové album "Tears of White Roses" v produkci Rolanda Grapowa (ex-Helloween). To obsahuje pěvecké party několika světoznámých hudebníků, jako například Amanda Somerville, Doogie White, Fabio Lione, či Mike DiMeo. Album vyvolala na scéně velké překvapením a získalo pochvalné recenze v České republice i zahraničí.
Po vydání tohoto alba vyjel Sebastien na své první klubové turné po České a Slovenské republice. V létě 2012 následovalo první z řady vystoupení na hlavním pódiu festivalu Masters of Rock, a také první evropské tour s americkými Circle II Circle. O rok později přišla prestižní nabídka stát se předkapelou Alice Coopera v brněnské Kajot Aréně. Po tomto koncertním vrcholu odjela kapela své již druhé evropské turné, tentokrát s německými Masterplan a Mystic Prophecy.
Sebastien veřejně vystoupili také po boku kapel Axxis, Fates Warning, Serenity, Jørn Lande, atd. a samostatně vyjeli do Rakouska, Polska, či Německa.
Roku 2015 vyšlo pod německým labelem Pride & Joy Music druhé album pod názvem "Dark Chamber of Déja vu". V roli pěveckého hosta se na albu objevil Tony Martin (Black Sabbath), dále Zak Stevens (Savatage), nebo Ailyn Giménez (Sirenia).
Letitá spolupráce s německými agenturami Ballroom Hamburg a Wacken Foundation přinesla výsledek v podobě vystoupení Sebastienu na největším metalovém festivalu na světě - německém Wacken Open Air 2016.
Na jaře 2018 kapela ve vlastní produkci a ve vlastním studiu Dark Chamber Sounds v Úpici nahrála třetí album "Act of Creation", vydané opět v celosvětové distribuci pod Pride & Joy Music. Ani tentokrát na něm nechyběli speciální hosté: Apollo Papathanasio (Gathering of Kings, ex-Firewind) nebo Mayo Petranin (Symphonity).
Na otázku, proč tentokrát byli hosté jen dva George Rain odpověděl:
„Po dvou albech a mnoha zahraničními hosty jsme cítili, že je pro nás tento koncept vyčerpaný. Chtěli jsme se posunout dál a být víc kapelou, než projektem. Řekli jsme si tedy, že se pokusíme celou produkci zvládnout jen svými vlastními silami!“ 
CD pokřtil v pražském Bontonland Megastoru americký bubeník Mike Terrana (za účasti Top Star magazínu, TV Rebel a dalších médií). Videoklip k písni "Amy" dosáhnul zakrátko přes 1 000 000 zhlédnutí YouTube.
Kapela se opět vrátila k aktivnímu koncertování v rámci České republiky (např. s Pretty Maids) a Německa.
V únoru 2019 vyšlo čtyřskladbové EP "Behind the World" v digitálním formátu. Jeho součástí je i hitový singl "Fight For Love". Ten přináší pěvecký "souboj" George Raina s Yannisem Papadopoulosem (zpěvákem power metalové kapely Beast in Black).
Během pandemie covidu-19 v roce 2020 vydala kapela best of kompilaci „Identity 2010-2020“, ve které shrnula dosavadních deset let existence. Na výběru představila ty nejlepší písně včetně mnoha spoluprací se zahraničními hudebními hvězdami. „Identity 2010-2020“ vyšlo u českého vydavatelství Smile Music na CD a digitálně.
Čtvrté řadové album „Integrity“ vyšlo 11. prosince 2020 u Smile Music. Jedná se o historicky první desku v mateřské češtině a SEBASTIEN se před jejím vydáním vydali na Monster Meeting turné s DYMYTRY a TRAKTOR, které bylo přerušeno opatřenímu v souvislosti s pandemié. K desce "Integrity" vydala kapela tři digitálně dostupné singly a rovněž natočila klip k písni "Nechtěná" pod režisérskou taktovkou Marka Dobeše (Kajínek, Choking Hazard, Byl jsem mladistvým intelektuálem). Klipem poukazuje na problematiku dětí z dětských domovů ve spojení s Nadačním Fondem Veroniky Kašákové, která v klipu rovněž vystupuje. O mastering alba se postaral věhlasným dánský producent Jacob Hansen (Amaranthe, Pretty Maids, Epica...) v Hansen Studios.

### Klip Slzy tvý mámy
V roce 2023 natočila kapela Sebastien klip svojí verze písně Slzy tvý mámy od kapely Olympic s Ladislavem Křížkem, který se zde potkal s Petrem Jandou. Klip vznikl v pražské RockOpeře a měl premiéru na Youtube 24. dubna 2024 kde má k 30. srpnu 2024 přes 264 tisíc zhlédnutí. Následně 28. června vyšlo nové album Quo Vadis kde je i tato píseň.

## Členové kapely

### Sestava
- George Rain – zpěv
- Vojtěch Škráček  – basa
- Lukáš Říha – bicí
- Pavel Dvořák – klávesy
- Adam Ironstrike – kytara

### Bývalí členové
- Radek Rain – bicí
- Victor Mazanek – klávesy
- Andy Mons – kytara
- Jiří Háb - kytara
- Petri Kallio – basa

### Hosté
- Amanda Somerville – zpěv
- Tony Martin - zpěv; také se jako host ve skladbě "Headless Cross" objevil během vystoupení na Masters of Rock 2014
- Yannis Papadopolous, zpěv
- Apollo Papathanasio – zpěv; také se jako host Sebastien objevil během jejich vystoupení na Masters of Rock 2012
- Doogie White – zpěv
- Fabio Lione – zpěv
- Mike DiMeo – zpěv
- Roland Grapow – kytarové sólo, zpěv; také se jako host Sebastien objevil během jejich vystoupení na Masters of Rock 2012 (pouze zpěv)
- Tore Moren – kytarové sólo
- Katie Joanne – během vystoupení Sebastien na Masters of Rock 2012 (zpěv)
- Ladislav Křížek - klip: Slzy tvý mámy

## Diskografie
- Tears of White Roses (2010)
- Dark Chambers of Déjà Vu (2015)
- Act of Creation (2018)
- Integrity (2020)
- Quo Vadis (2024)

EP
- Behind the World (2019)

Kompilace
- Identity 2010-2020 (2020)